# Либертинство
Либертинство или още либертинизъм (на френски: libertinisme, libertinage на основата на френската дума за свобода Liberté) е философско течение (философия в смисъла на интелектуална позиция и социална игра), ограничено в литературните и някои други интелектуални кръгове . Последователите му са хедонисти и материалисти. Те пренебрегват и отхвърлят религиозните, моралните и етични норми на по-голямата част от обществото. Тази философия е най-силно разпространена във Франция и Англия през 17, 18 и 19 век, но остава непредставителна на приетата норма за това време.
Малобройните и често тенденциозно антисоциални групи скандализират с идеологията си и сексуалното си поведение моралистите и са отхвърляни като противостоящи на обществената структура и правила. Либертинските автори и техните произведения, отличаващи се с твърде остра откровеност спрямо преобладаващите литературни конвенции, са обвинявани в порнография, опасен атеизъм или и в двете.

## История

### 17 век
Напредъкът в науката, географските открития, и хуманистичните учения на Античността стимулират появата през XVII век на нов тип философи, които оспорват доминиращата аристотелова схема на мислене и се обръщат към скептичните, изпълнени с въпроси и съмнения учения на Демокрит, Епикур и Лукреций и към философията, която акцентира върху естествените, природни закони. Тези мислители, дистанциращи себе си от догмите на Църквата, са наречени либертинци. Според един от най-острите им критици – йезуитският свещеник Гарас – за тях не съществува „божествена или доминираща сила, различна от природата, в чието име човек е длъжен да задоволи всичко, което тялото и душата искат от него“.
Сред либертинските мислители от XVII век проблемът за еротизма остава страничен, но Църквата заклеймява материалистичния принцип на учението им като предпоставка и причина за сексуална разпуснатост. Еротизмът и либертинството са разглеждани като взаимозаменими и на тях се гледа като реална опасност, застрашаваща моралните устои.

#### Либертинската литература в 17 век
През 1623 г. „с кралско одобрение“ е публикувана колекция от стихове „Парнас на сатиричните поети“, чийто първи и скандален сонет се приписва на един от най-изтъкнатите драматурзи на епохата Теофил дьо Вио, известен още с критиката си към Църквата, брака и други социални институции. Поетът е обвинен в поквара, безбожност и содомия. Дьо Вио отрича участие в изданието и призовава за съд над неговите съставители, но вместо това сам е арестуван. Осъден на изгаряне на клада, той успява да избяга, но при опита си да напусне страната, е заловен повторно. Следва дълъг процес, две години затвор и окончателно прогонване. Година по-късно, едва на 36, дьо Вио умира в Париж вследствие на лошото отношение в затвора и изтощителния си начин на живот. Процесът срещу него води до още по-стриктно ограничаване на еротичната литература и следващото издание на Le Parnasse des Poètes satyriques е публикувано нелегално.
През XVII век Мишел Мило пише „Училище за момичета или философията на дамите“ (L’École des filles ou la Philosophie des dames). Романът, написан като диалог между две жени, отрича общоприетия морал и защитава етиката на удоволствието.
Друга влиятелна творба с подобни идеи е Aloysia или „Диалозите на Луиза Сигея“, написана на латински от Никола Шорие през 1660 година. Сюжетът е концентриран около темите за различните сексуални пози, голотата в изкуството, „неестественото“ сексуално желание, важността на дрехите за прелъстяване и секса в и извън брака.
Прелъстителят Дон Жуан се появява за първи път през 1630 година в трагедията на Тирсо де Молина „Севилският измамник" (El burlador de Sevilla), а по-късно в „Дон Жуан, или Каменният гост“, (1665) (Dom Juan, ou le festin de pierre) на Жан-Батист Молиер.

### 18 век
Сексуалното престава да се асоциира с греховното и подобно на античността е разглеждано като знак за хармония между тялото и природата. Либертинството се появява първо сред финансово независимата аристокрация като възможна реакция срещу намаленото ѝ влияние под засилената власт на монарха.
Съблазняването на непокорните, победата над женската съпротива е възприемано като по-важно от самия сексуален акт. Удоволствието на мъжа и жената са разглеждани като равни по важност, а егоистичният съблазнител – като отвратителен и недостоен. Обвързването с един обект за либертинеца е постоянно самоограничение.

#### Либертинската литература в 18 век
Други книги от този период са Thérèse philosophe, написана през 1748 г. както и творбите на Маркиз дьо Сад – „Философия в будоара“ и „120-те дни на Содом“ и „Опасни връзки“ на Шодерло дьо Лакло (1782). Свободомислието и сексуалната освободеност в тези творби води до изземането и изгарянето им.

### 19 век
Първата половина на XIX век: либертинството постепенно изчезва вследствие на промените в социалната структура, политиката, икономиката, индустриализацията и урбанизацията. Това води до утвърждаването на средната класа и връщането към морала. Ако либертинството говори за вечно търсещия прелъстител, то буржоазните текстове връщат образа на отчаяния любовник. Пуританското отношение към живота се приема от буржоазията като добродетел, свободната любов се тълкува като разврат.
Според някои изследователи, сексуалните инстинкти се превръщат в основна тема на XIX век и са представяни като социална опасност, от която човек може да се спаси единствено в утвърдените граници на брака. Идеализира се образът на съпругата и майка, незасегната от порочно желание. Отречените от Църквата и заклеймени сексуални практики са преименувани в медицински и психически разстройства. От нормативна гледна точка правилно е само репродуктивното използване на брака, всеки друг акт е срещу природата.
Едни от книгите, написани в този период са „Мадам Бовари“ на Гюстав Флобер (1856) и „Земя“ на Емил Зола, и двете посрещнати с протести и противоречия.

### 20 век
Цензурата продължава да се налага и през миналия век над книги като „Любовникът на лейди Чатърли“ на Д. Х. Лоурънс (1928) или „Песента на червения рубин“ на норвежкия автор Агнар Микле през (1957).
През 60-те години на 20 век с разрастването на хипи културата, „свободната любов“ донякъде реабилитира еротиката.

### Либертинството днес
През твърде дългия период от античността до втората половина на миналия век, когато в Европа доминиращ е християнският морал, единственото по-значимо и осмислено противопоставяне е либертинството на XVIII век. Недостатъчно познато и разисквано като явление, то е известно по-скоро със своите конкретни представители, сред които Казанова, Лакло, Маркиз дьо Сад и Рочестър.
Днес либертинството съществува в несъмнено различна форма – тази на дистанцирането от егоистичното желание и незачитане на партньора. Най-важната идея е признаването на другия, неговото право на удоволствие, реализирано при равнопоставеност в двойката. Либертинската философия често е разглеждана като противоположност на християнския морал.

## Известни либертинци
Възстановяването на монархията в Англия през 1660 г. под управлението на Чарлс II разгръща либертинската практика сред дворяните. След връщането си от изгнаничество във Франция, английската аристокрация, напълно възприела нравите на свободомислещите, формира собствено общество, основна фигура в което е самият Джон Уилмът, граф на Рочестър, известен сред съвременниците си с развратния си живот и силно еротичните стихове.
Фигурата на либертинеца е пресъздавана и на театралната сцена. От Дон Жуан, „безразсъден, смел и провинен във всички пороци“ до „Либертинецът“ („Развратникът“) на Томас Шадуел се показва деструктивната и едновременно привличаща сила на прелъстителя.
В края на XVII век либертинството губи част от философската си обосновка и се насочва изключително към еротиката, предизвиква обществото, нарушава утвърдените му норми, влияе върху философията на морала и спомага за създаването на нова литература.

### Маркиз дьо Сад
Несъмнена крайност в либертинската литература са творбите на Маркиз дьо Сад, посветени на идеала за сексуалното задоволяване на собственото его като единствена значима цел.
Маркизът формулира абсолютната свобода – краен хедонизъм, изведен от господството на престъплението – възглед, който го разграничава от останалите либертинци, които не търсят болката, осакатяването или смъртта като форма на удовлетворение. Еднотипността, която при други автори е възприемана като досаден недостатък, в текстовете на Сад се използва за затвърждаване на философските внушения, насочени към пълното приобщаване на читателя.